# Мэшрамани

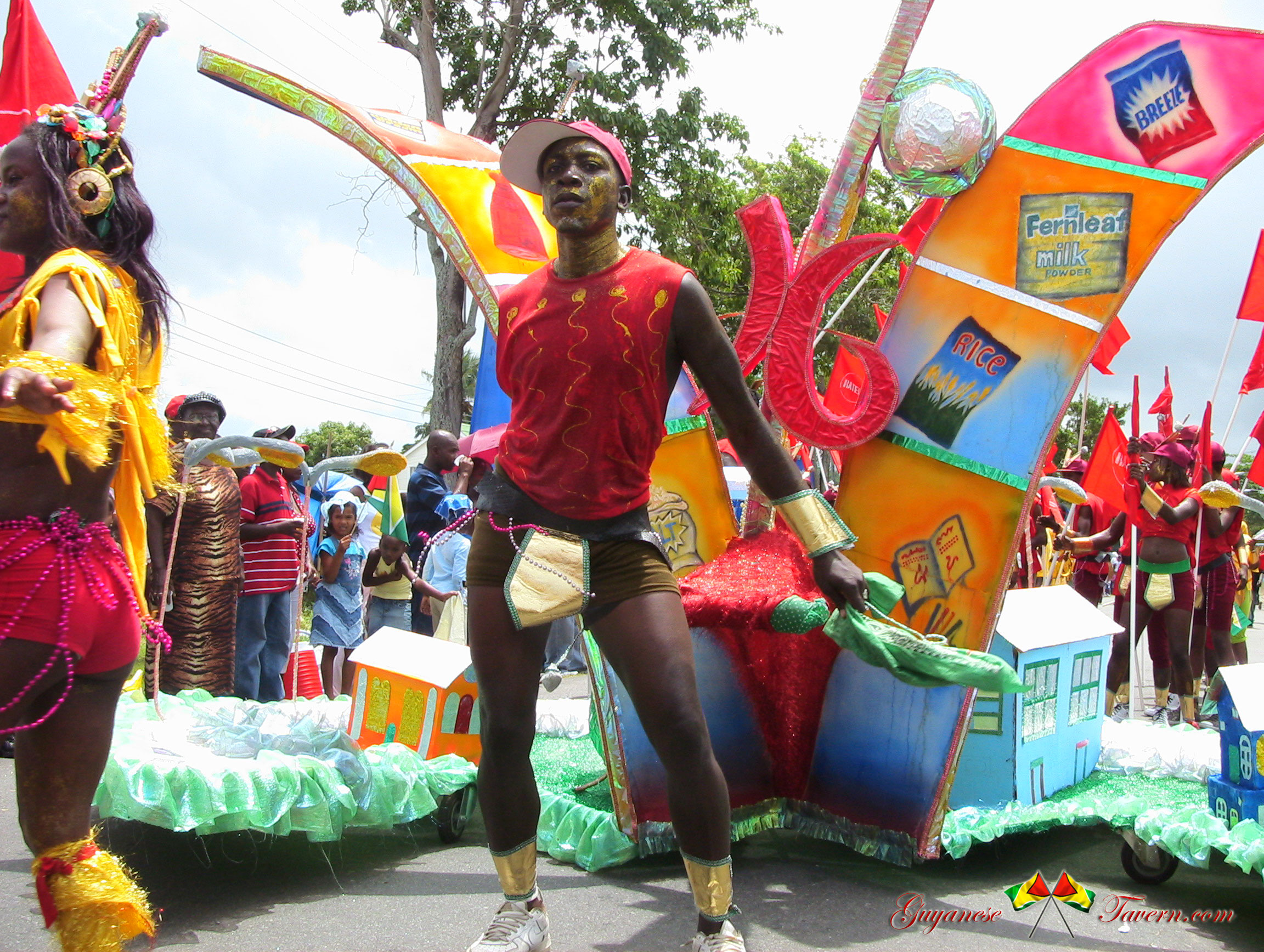

Мэшрамани (англ. Mashramani) — ежегодный фестиваль, устраиваемый в честь дня независимости республики Гайана, часто называют просто Мэш (англ. Mash). Обычно проводится 23 февраля, в 2016 году празднование состоялось дважды — в феврале и 26 мая, в честь 50-й годовщины независимости Гайаны.
Слово «Мэшрамани» происходит из языка индейцев и в переводе значит «празднование успешного завершения работы». Это один из наиболее ярких национальных фестивалей. Он включает конкурсы костюмов, парады, маскарад и танцы на улицах под аккомпанемент стальных барабанов и калипсо. В праздновании участвуют все этнические группы, происходят соревнования исполнителей чатни (индо-карибская музыка), как напоминание об африканской диаспоре Гайаны, исполняются акробатические и танцевальные номера, а в конце парада чествуют короля или королеву. В основном мероприятие празднуется в Джорджтауне.